# Cruce del Mar Rojo

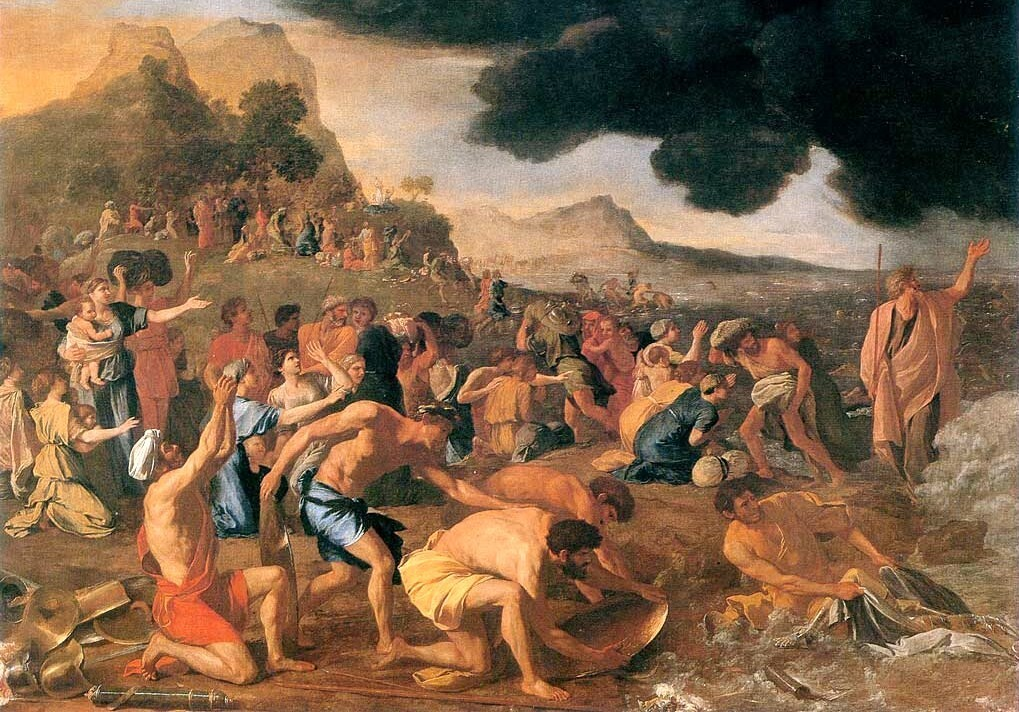
El Cruce del Mar Rojo por Nicolas Poussin (1633–1634)

El  cruce del Mar Rojo (hebreo: קריעת ים סוף Kriat Yam Suph – Cruce del Mar Rojo o Mar de los juncos) es un episodio en la narrativa bíblica del Éxodo. Trata de la huida de los israelitas de sus perseguidores egipcios, encabezada por Moisés. Moisés usa su vara y Dios separa las aguas del Mar Rojo. Los israelitas pasan a través del camino que ha quedado seco seguidos del ejército egipcio. Una vez a salvo, Moisés vuelve a agitar los brazos y las aguas del Mar Rojo vuelven a cerrarse, ahogando a los egipcios.

## Narrativa bíblica
Dios escoge Moisés para librar a los israelitas de la esclavitud en Egipto y llevarlos a la tierra prometida de Canaán. El faraón egipcio, tras una serie de milagros, accede a dejarles ir y viajan de Ramesses a Succoth y de allí a Etham en el borde del desierto, dirigidos por una Columna de Nubes por el día y una columna de fuego por la noche. Allí Dios ordena a Moisés dar la vuelta y acampar en Pi-hahiroth, entre Migdol y el mar, enfrente de Baal-zephon.

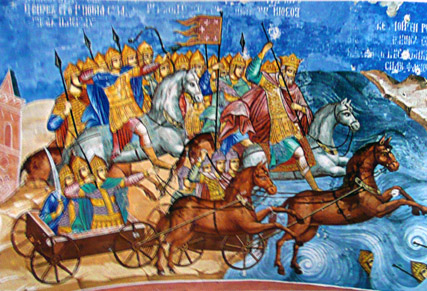
Cruzando el Mar Rojo, una pintura de pared circa 1640 en Yaroslavl, Rusia

El Faraón persigue a los israelitas con carros de guerra y les adelanta en Pi-hahiroth. Los israelitas se asustan al ver al ejército egipcio, pero la columna de nubes y la de fuego se encarga de mantenerlos a distancia. Por orden de Dios, Moisés pone su vara sobre el agua y durante la noche un fuerte viento del este divide el mar, para que los israelitas pueden andar por el camino que ha quedado seco entre columnas de agua. Los egipcios les persiguen, pero Dios vuelve a cerrar las aguas y mueren ahogados. Al ver poder de Dios, ponen toda su confianza en Él y en Moisés y cantan una canción. (Esta canción, aparece en Éxodo 15 y se llama Shirat HaYam).
La historia contiene al menos tres y posiblemente cuatro capas. En la primera capa (la más antigua), Dios envía el mar hacia atrás de un soplido; en la segunda, Moisés levanta su mano y las aguas se dividen en dos columnas; en la tercera Dios obstruye las ruedas de los carros egipcios y estos huyen (en esta versión los egipcios ni siquiera se introducen en el agua); y en la cuarta, la de la Canción del Mar o Shirat HaYam, Dios lanza los egipcios a tehom, las profundidades oceánicas o el abismo mítico.

## Historicidad
Ningún arqueólogo ha encontrado pruebas de que este episodio bíblico haya sucedido. Cuando se le preguntó por el relato de la partición del Mar Rojo y por los 40 años de los israelitas vagando por el desierto, Zahi Hawass, un arqueólogo egipcio y anteriormente ministro de Egipto para Asuntos de Antigüedades, declaró: "Realmente, es un mito ... A veces los arqueólogos tenemos que decir esto no ha pasado porque no hay pruebas históricas."
Dada la falta de pruebas para el relato bíblico, algunos investigadores han propuesto explicaciones sobre cómo pudo haber acontecido, entre ellas que un camino terrestre a través del delta oriental del Nilo fuera creado por una caída del viento o el resultado de una erupción volcánica.
No obstante, es interesante la investigación y los descubrimientos recientes, realizados por el arqueólogo y profesor Michael Rood, el cual encontró en el fondo del Mar Rojo, restos de armas egipcias, huesos humanos (cómo de un ejército) y restos de carruajes, que según los análisis corresponderían al Siglo 14 a.C.
Asimismo el profesor Abdel Muhammad Gader, guió una investigación científica en la que se encontraron alrededor de 400 esqueletos en el fondo del Mar Rojo, dando cuenta de que un gran ejército pereció, y que según los análisis realizados, también datan de la época mencionada en la Biblia.